# Всё или ничего (фильм, 2002)
«Всё или ничего» (англ. All or Nothing) — кинофильм режиссёра Майка Ли, вышедший на экраны в 2002 году.

## Сюжет
История из жизни простых британцев. В центре повествования — семья из четырёх человек: отец семейства Фил, толстый таксист со склонностью к рефлексии и философским рассуждениям; его жена Пенни, изможденная каждодневными трудами и заботами женщина; их дочь Рейчел, работающая уборщицей в доме престарелых; и, наконец, сын Рори, лентяй и любитель поесть, постоянно грубящий всем вокруг. Семья находится на грани распада, каждый из её членов по-своему чувствует одиночество и отчуждённость от окружающих. Однако вскоре произойдет событие, которое заставит героев пересмотреть свою жизнь и отношения с близкими…

## В ролях
- Тимоти Сполл — Фил
- Лесли Мэнвилл — Пенни
- Джеймс Корден — Рори
- Элисон Гарленд — Рейчел
- Рут Шин — Морин
- Салли Хокинс — Саманта
- Мэрион Бэйли — Кэрол
- Хелен Коукер — Донна
- Пол Джессон — Рон
- Сэм Келли — Сид
- Кэтрин Хантер — Сесиль
- Дэниел Мэйс — Джейсон
- Роберт Уилфорт — доктор Саймон Гриффит
- Эдна Доре — Марта

## Награды и номинации
- 2002 — участие в основном конкурсе Каннского и Чикагского кинофестивалей.
- 2002 — номинация на Премию британского независимого кино за лучшую мужскую роль (Тимоти Сполл).
- 2002 — три номинации на премии Европейской киноакадемии: лучший режиссёр (Майк Ли), лучший актёр (Тимоти Сполл), лучший режиссёр по мнению зрителей (Майк Ли).
- 2003 — премии Лондонского кружка кинокритиков за лучший британский фильм и лучшей британской актрисе (Лесли Мэнвилл), а также три номинации: лучшие британские режиссёр (Майк Ли), сценарист (Майк Ли) и актриса второго плана (Рут Шин).
- 2003 — номинации на премию «Спутник» за лучший зарубежный фильм и лучший оригинальный сценарий (Майк Ли).